# Diecéze sosnovecká
Diecéze sosnovecká (latinsky Dioecesis Sosnoviensis, polsky Diecezja sosnowiecka) je římskokatolická diecéze v Polsku, se sídlem v Sosnovci, kde se nachází katedrála Nanebevzetí P. Marie Je součástí čenstochovské církevní provincie, je tudíž sufragánní vůči arcidiecézi čenstochovské. 

## Stručná historie
V rámci reorganizace polské diecézní struktury papež Jan Pavel II. vydal dne 25. března 1992 bulu Totus Tuus Poloniae populus, kterou vytvořil sosnoveckou diecézi, jejíž teritorium vzal částečně z diecéze kielecké a arcidiecéze krakovské a částečně z arcidiecéze čenstochovské, vůči níž se stala sufragánní.